# Langdysser im Varnæs Tykke

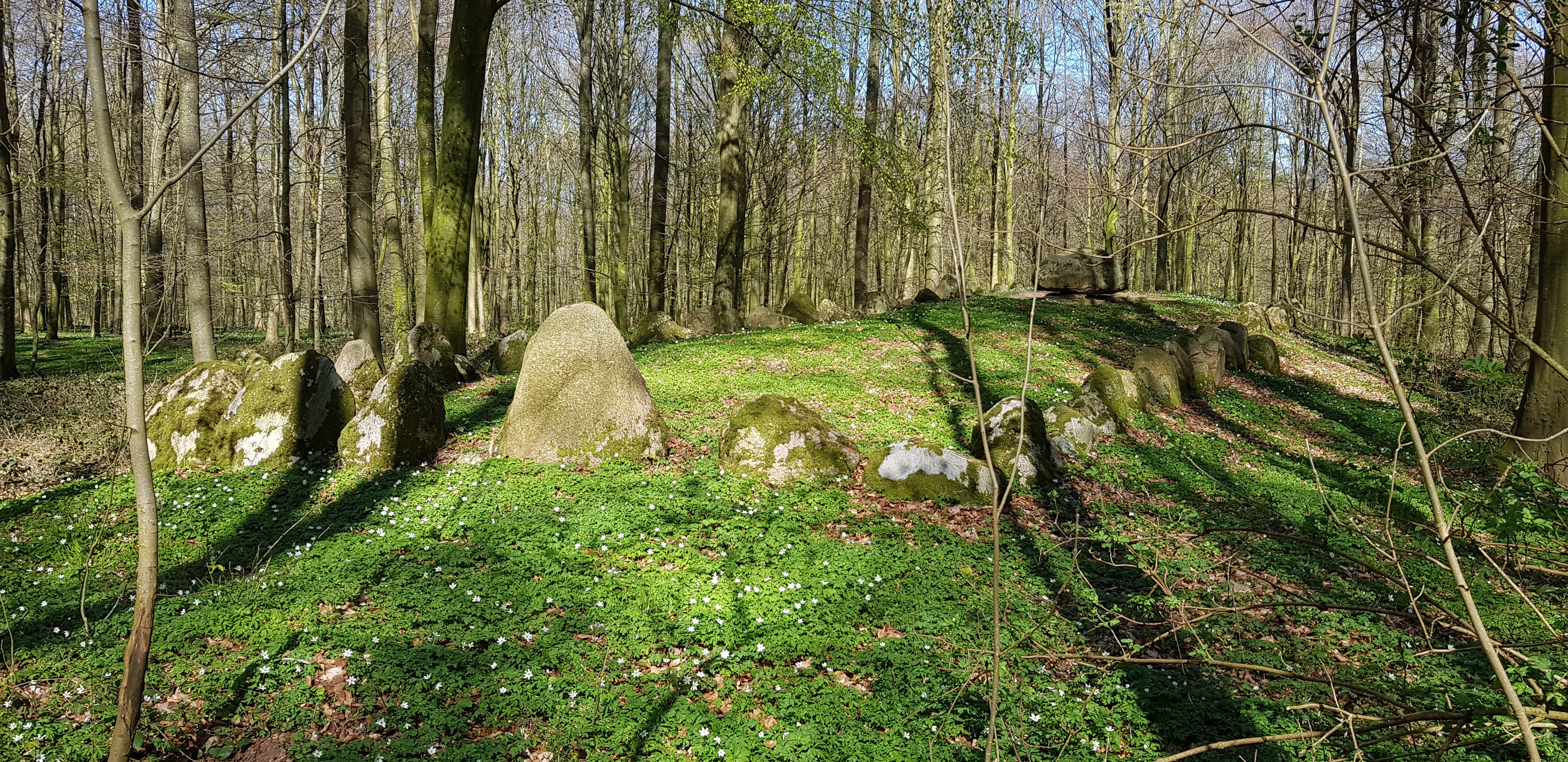
Langdysse im Varnæs Tykke

Die beiden Langdysser im Varnæs Tykke (auch Warnitz Tykskov oder Varnæs Tykskov genannt; ein Wald) liegen nördlich des Dorfes Varnæs, östlich von Aabenraa in Jütland in Dänemark und sind Dolmen. Sie stammen aus der Jungsteinzeit etwa 3500 bis 2800 v. Chr. und sind Megalithanlagen der Trichterbecherkultur (TBK).

## Beschreibung
Mitten im Wald liegt ein etwa 44,0 m langes und 10,0 m breites Hünenbett auch als „Kæmpestenen“ bekannt.  bekannt.
Um den Ost-West-orientierten leicht trapezoiden Langhügel sind 93 Randsteine (nahe zu vollständig aber nicht in situ) erhalten. In der Mitte liegt die leicht schräg gestellte, freistehende Kammer, eines Polygonaldolmens, die aus vier erhaltenen Tragsteinen und einem schweren Deckstein besteht.

Langdysser im Varnæs Tykke
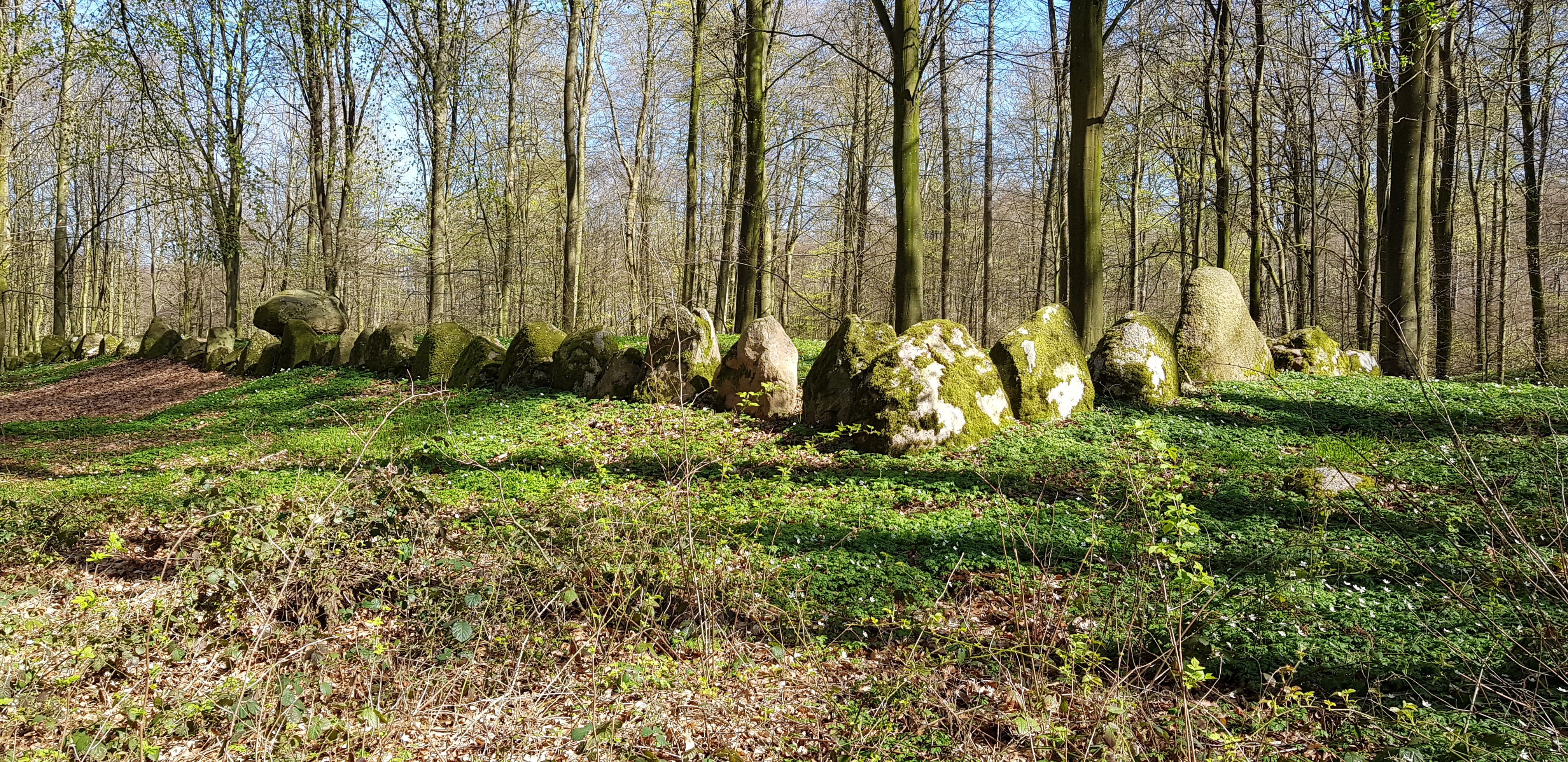
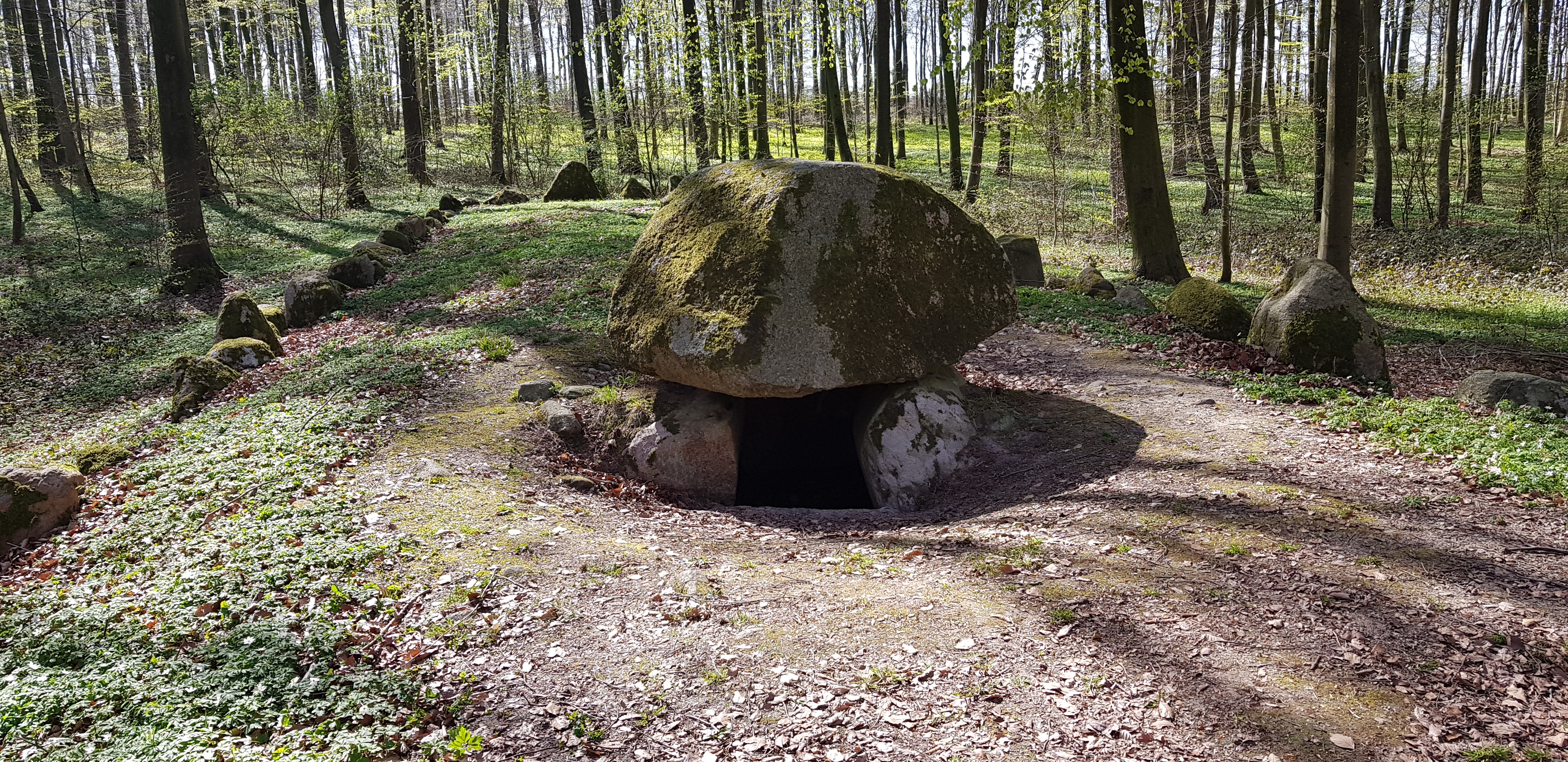
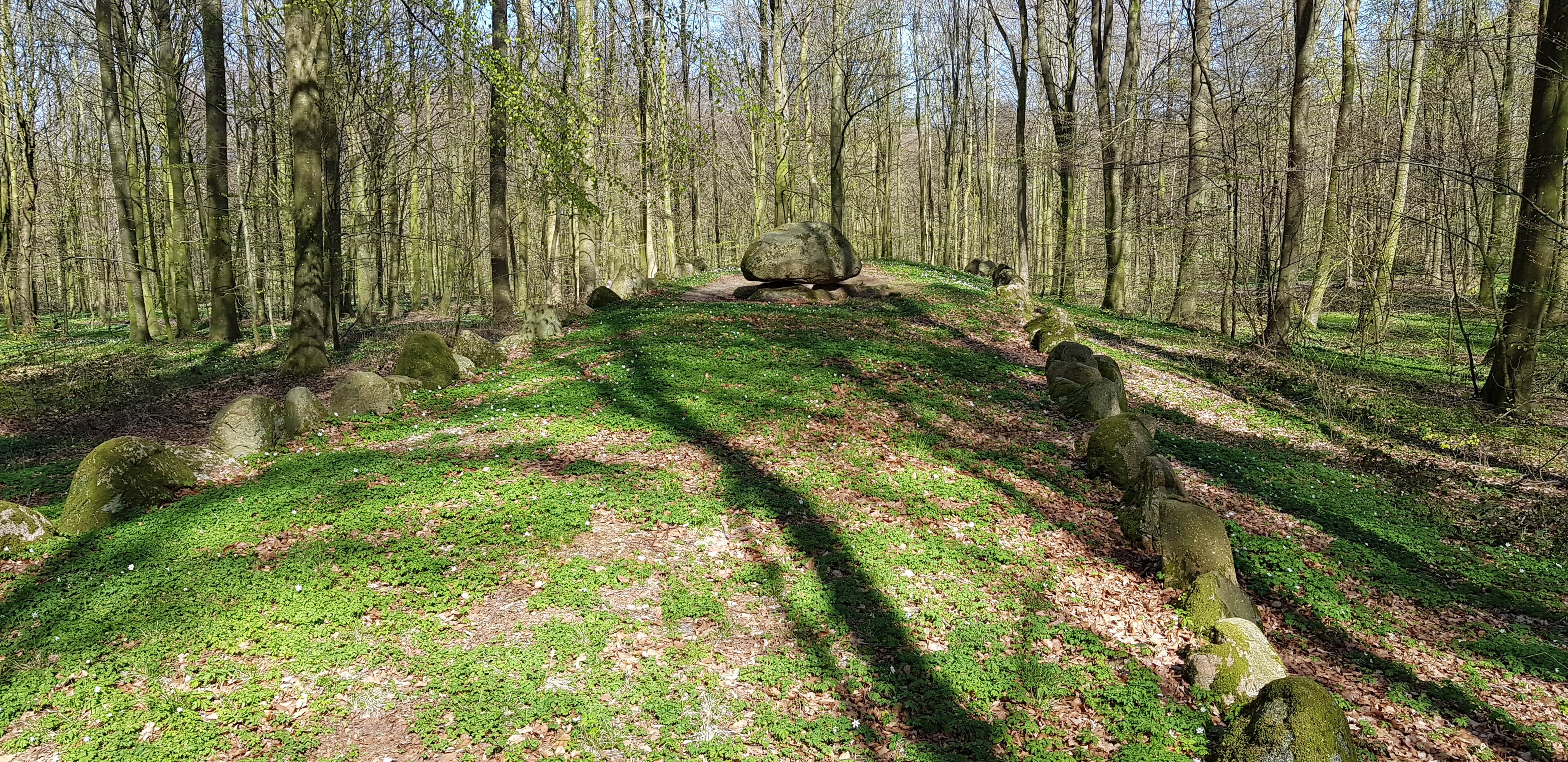
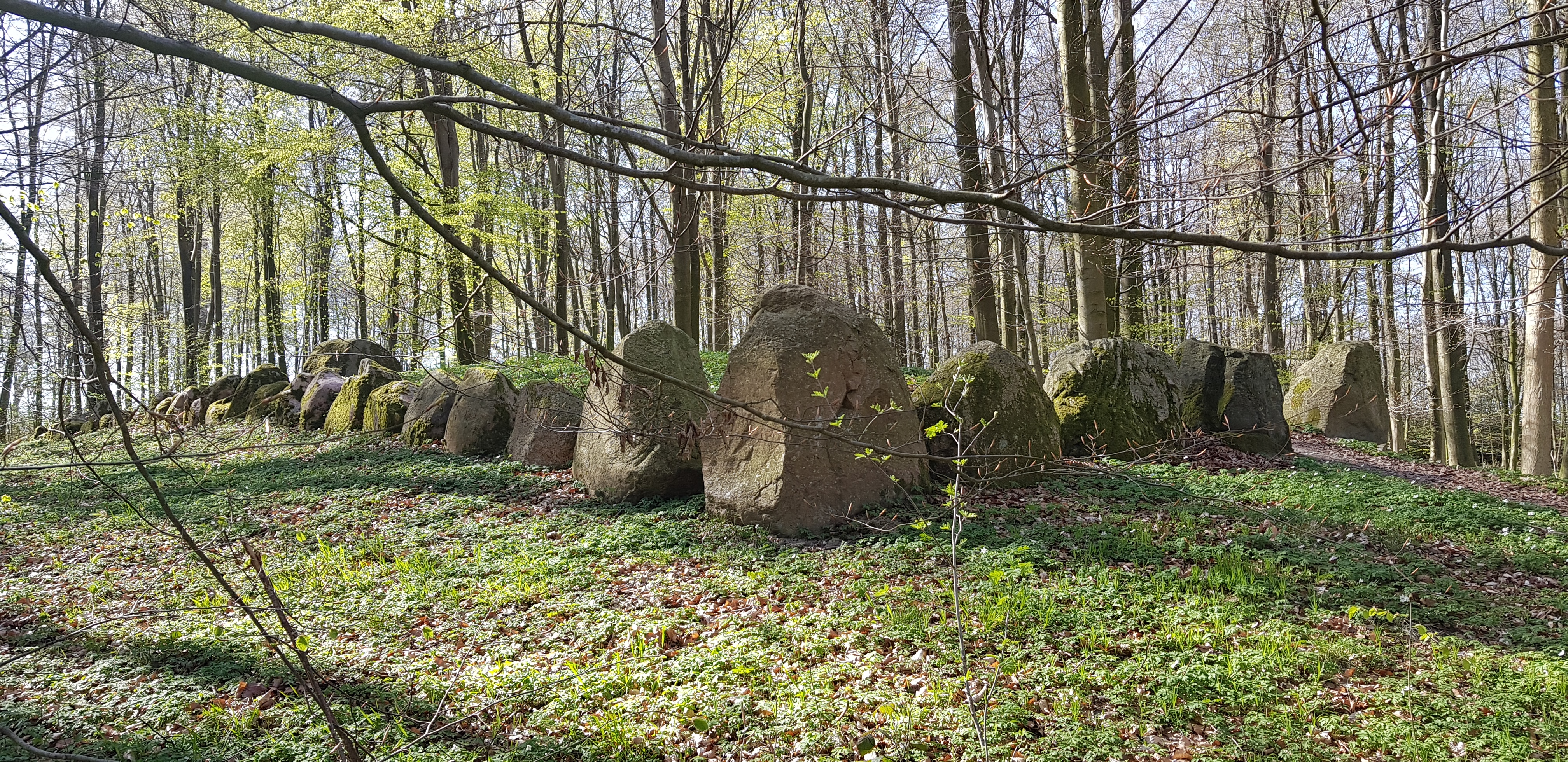

Im Norden des Waldes befindet sich ein weniger gut erhaltenes etwa 24,0 m langes Langbett. Die dortige Blockkiste liegt schräg im Hünenbett.
Die Dolmen wurden im Jahre 1920 unter Schutz gestellt.